# NGC 3149
NGC 3149 (również PGC 29171) – galaktyka spiralna (Sb), znajdująca się w gwiazdozbiorze Kameleona. Odkrył ją John Herschel 24 lutego 1835 roku.